# Dirección General del Patrimonio del Estado
La Dirección General del Patrimonio del Estado (DGPE) de España es el órgano directivo del Ministerio de Hacienda, adscrito a la Subsecretaría, responsable de la gestión, administración y explotación de los bienes y derechos de la Administración General del Estado y sus organismos, así como de la coordinación de la contratación pública. 

## Historia

### Antecedentes
Las primeras acciones en España relativas a la gestión de los bienes y derechos del Estado se llevan a cabo en el siglo XIX. Durante la ocupación francesa, el gobierno de José I crea la Dirección General de Bienes Nacionales y durante el resto del siglo, diversos órganos del Ministerio de Hacienda asumieron funciones similares. Sin embargo, mayor conciencia se toma en la década 1840; por aquel entonces, el 12 de agosto de 1842 el ministro de Hacienda, Ramón María Calatrava, ordenó que de la Dirección General de Rentas y Arbitrios de Amortización, sobrepasada por sus vastas competencias, se desgajaran las funciones relativas a la gestión de los bienes estatales, siendo asumidas por un nuevo organismo, la Administración General de Bienes Nacionales.
Cinco años después, en junio de 1847, la Administración General es absorbida por la Dirección General de la Deuda Pública. Apenas durará unos meses pues el 14 de enero de 1848, el ministro de Hacienda, Manuel Bertrán de Lis y Ribes, crea la Dirección General de Fincas del Estado, origen de la actual Dirección General del Patrimonio del Estado.

### De Fincas a Propiedades y Derechos
La Dirección General de Fincas del Estado creada en 1848 asumió las competencias concernientes a los «bienes nacionales, las casas de moneda, las minas de Almadén, de Río-Tinto y de Linares y todas las fincas que se administran hoy por la Hacienda pública». Asimismo, el director general asumía la Presidencia de la Junta de Venta de Bienes Nacionales, órgano creado en 1836 para gestionar los bienes producto de las desamortizaciones y que perdurará hasta su supresión en 1853 tras, entre otros motivos, el Concordato de 1851.

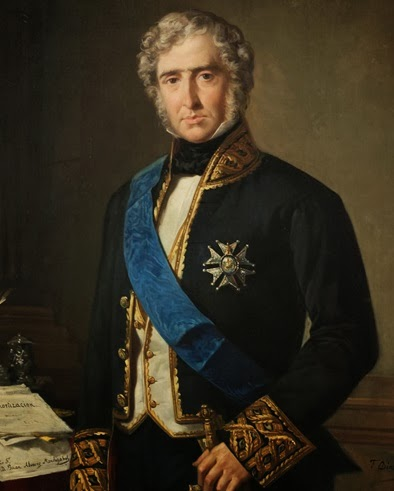
Las desamortizaciones de Mendizábal en la década de 1830, junto con las de Madoz en la década de 1850, generaron la necesidad durante el de tener un órgano exclusivamente dedicado a gestionar los bienes y derechos del Estado.

Precisamente, en 1851 se refunde con la Dirección General de Contribuciones Directas dando lugar a una nueva Dirección General de Contribuciones Directas, Estadística y Fincas del Estado. Tras un par de años unidas, en 1853 se vuelve a considerar necesario separar los ámbitos de actuación del órgano y se recupera la dirección general de Fincas tal y como se diseñó en 1848, pero con un nombre que abarcaba todas las competencias que poseía en origen: Dirección General de Casas de Monedas, Minas y Fincas del Estado.
A penas un año y medio después, se suprime y las funciones relativas a la administración de las fincas del Estado se integran en la Dirección General de Rentas Estancadas, mientras que todo lo relativo a casas de moneda y minas pasa a la Dirección General de Loterías.
En una época en la que la inestabilidad política era lo normal, en 1855 otra reforma lleva a que se recupere el órgano, esta vez denominado Dirección General de Ventas de Bienes Nacionales o simplemente «de Bienes Nacionales». Se crea a raíz de las desamortizaciones llevadas a cabo durante el Bienio Progresista, conocidas como la «desamortización de Madoz» por el ministro de Hacienda que las impulsó, Pascual Madoz.
A partir de 1858 empieza a coger la forma que conocemos hoy en día, renombrándose como Dirección General de Propiedades y Derechos del Estado en enero de ese año. Durante el Gobierno provisional que se formó tras el derrocamiento de Isabel II, se contituyó una Dirección General del Patrimonio que fue de la Corona, que asumió la gestión de los bienes y derechos de la Monarquía que, en su mayoría, pasaron a ser bienes públicos. Este órgano se suprimió en 1871, integrándose sus bienes en esta dirección general. Tras la abdicación de Amadeo I y la proclamación de la Primera República, se restableció el órgano bajo la denominación de Dirección General del Patrimonio que se reservó al último Monarca, existiendo hasta enero de 1875, cuando se restauró la Monarquía en la persona de Alfonso XII.
Tras más de tres décadas sin interrupción, en diciembre de 1892 se suprimió el órgano, asumiendo la Subsecretaría de Hacienda sus funciones a través de una Sección de Propiedades que encabezó José de Villalobos y Oxtoby. Se recuperó en julio de 1895 y se volvió a suprimir en agosto de 1903.
Siete años más tarde, desde el 1 de enero de 1911, las competencias tradicionales, que hasta entonces había asumido la Dirección General de Contribuciones, Impuestos y Rentas, recobraron autonomía al crearse la Dirección General de Propiedades e Impuestos, que como su nombre indica, además de la gestión de las propiedades y derechos del Estado también incluía un área de impuestos (derechos obvencionales de consulados; impuestos de consumos; pagos del Estado, provinciales y municipales; impuesto sobre los transportes de viajeros y mercancías por vías terrestres y fluviales; impuesto sobre el gas, electricidad y el carburo de calcio).

### Patrimonio del Estado
Hay que ir hasta la dictadura de Primo de Rivera para volver a encontrar cambios en este órgano. En el verano de 1924, al reformarse la Hacienda pública, la Dirección General de Propiedades e Impuestos se suprime, pasando sus funciones brevemente a la Dirección General de Rentas Públicas y a finales de 1925 se recupera bajo la denominación de Dirección General de Propiedades y Contribución Territorial. En esta nueva etapa, además de las propiedades estatales, la dirección general gestionaba las contribuciones urbanas y rústicas y temas catastrales.
Precisamente con misma denominación y estructura se mantendrá durante la República —salvo un breve periodo entre 1934 y 1935— y parte de la dictadura de Francisco Franco.
En 1957 se transforma en la Dirección General del Patrimonio del Estado (DGPE), asumiendo la gestión de todos «los bienes, derechos y acciones que pertenezcan al Estado», así como «la formación y conservación del Inventario General de Bienes del Estado». Además, cuanto se tratasen de bienes de la Hacienda pública, la DGPE también era responsable de su «construcción, conservación, reparación y arrendamiento».
Este nuevo órgano directivo se estructuraba a través de un subdirector general y las secciones de Propiedades Inmobiliarias del Estado, de Arrendamientos, del Inventario General de Bienes del Estado, de Proyectos y Obras, de Bienes Muebles, Derechos y Acciones del Estado, de Asuntos Generales, y de Intervención y Contabilidad.
A partir de 1960, la DGPE quedó organizada mediante dos subdirecciones generales: de Obras y Asuntos Generales, que asumía los proyectos y obras del Ministerio, suministros, personal, habilitación y registro, y de Patrimonio, que administraba el Inventario General, las propiedades inmobiliarias, los arrendamientos, los patrimonios industriales y participaciones estatales y los patrimonios agrarios, mineros y de servicios. En 1963 se amplió el tamaño del órgano creando en su seno el Gabinete Financiero para elaborar los informes o propuestas de informe que le sean encomendados y una Sección de Coordinación para coordinar a los distintos órganos de la dirección general. Ese mismo año se vinculó a la DGPE la Comisión de Valores Ferroviarios, cuyo presidente era el director general. Los bienes del Estado en el exterior eran gestionados conjuntamente por la DGPE y la DGRI. Otra reforma en esta década (1966) volvió a ampliar el tamaño del órgano, estructurándolo a través de las subdirecciones generales del Patrimonio Inmobiliario, de Obras y Servicios, y del Patrimonio Industrial y Comercial, además de la secretaría de la Junta Consultiva de Contratación Administrativa. A penas dos años más tarde, se volvió a modificar quedando organizada en las subdirecciones generales de Patrimonio del Estado, de Coordinación de Edificaciones Administrativas y de Servicios y Suministros. Igualmente asumió las funciones de la extinta Comisión Coordinadora de Parques Móviles Civiles.
Una reforma parcial en 1977, la primera en democracia, creó la Subdirección General de Empresas y Participaciones Estatales. Con motivo de la creación de las Comunidades Autónomas, en 1981 se llevó a cabo uno de los primeros traspasos de servicios, siendo llevado a cabo por la DGPE. En 1982 la Subdirección General de Coordinación de Edificaciones Administrativas y de Servicios y Suministros se dividió en dos y se creó una secretaría general. En 1984 la DGPE pasó a depender de la Subsecretaría y en 1987 se creó la Subdirección General de Compras.

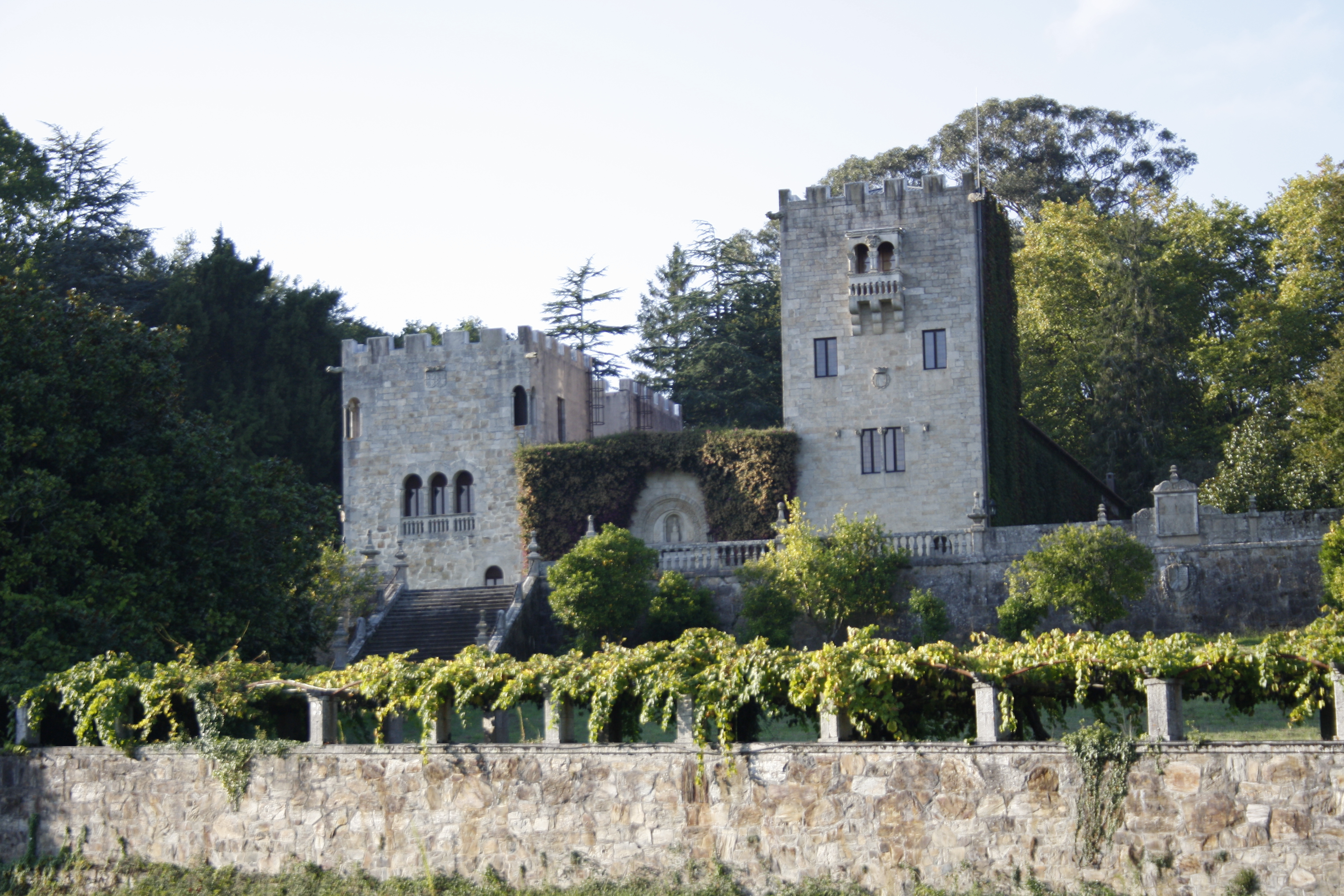
El Pazo de Meirás es una de las propiedades más recientes en incorporarse al Patrimonio del Estado tras un largo proceso judicial.

No sufrirá mayores modificaciones hasta el año 2004 cuando se crea la Subdirección General de Clasificación de Contratistas y Registro de Contratos para la tramitación de los expedientes de clasificación de contratistas, la llevanza del registro público de contratos y el apoyo en el ejercicio de las competencias que incumben a la Junta Consultiva de Contratación Administrativa en relación con el Comité Superior de Precios de Contratos del Estado y en 2012 se creó la Subdirección General de Coordinación de la Contratación Electrónica. En 2013, con la creación de la Dirección General de Racionalización y Centralización de la Contratación, las funciones de la DGPE relativas a compras centralizadas fueron transferidas a este nuevo órgano, si bien la DGPE continuó teniendo un importante papel en el ámbito de la contratación pública, papel que se confirmó con la aprobación en 2017 de la Ley de Contratos del Sector Público (LCSP), pues le otorgaba la Secretaría de la Junta Consultiva de Contratación Pública del Estado, le hacía responsable de la Plataforma de Contratación Pública del Estado y le incluía en la Oficina Nacional de Evaluación de la Oficina Independiente de Regulación y Supervisión de la Contratación (OIReScon).
La última reforma fue en 2018 cuando se creó la Subdirección General de Gobernanza y Coordinación de la Contratación Pública.
En diciembre de 2020, la DGPE tomó posesión del Pazo de Meirás tras la sentencia judicial que obligó a la familia Franco a devolvérselo al Estado.

## Estructura y funciones
De la Dirección General dependen los siguientes órganos directivos, a través de los cuales ejerce sus funciones:
- La Subdirección General del Patrimonio del Estado, que se encarga de la administración, explotación, defensa, investigación, inventario y demás actuaciones previstas en la normativa reguladora de los bienes del patrimonio del Estado.
- La Subdirección General de Coordinación de Edificaciones Administrativas, que ejerce las funciones de construcción, conservación, reforma y reparación de edificios administrativos y demás que se le encomienden. La conservación de bienes inmuebles patrimoniales. Los trabajos facultativos y la tramitación y gestión de los expedientes de contratación y gasto de dichas obras. La coordinación y optimización del uso de los edificios administrativos y la tasación y peritación en las adquisiciones, enajenaciones, permutas y arrendamientos de bienes del patrimonio del Estado. La supervisión de los proyectos de obras del departamento. La coordinación y supervisión del ejercicio de las competencias técnico-facultativas de las Delegaciones Especiales de Economía y Hacienda y de las Gerencias del Catastro.
- La Secretaría de la Junta Consultiva de Contratación Pública del Estado, que asume la formulación de las propuestas de normas relativas a la contratación pública, así como de los informes y acuerdos que han de someterse a la consideración de la Junta Consultiva de Contratación Pública del Estado y de los órganos colegiados a ella adscritos.
- La Subdirección General de Clasificación de Contratistas y Registro de Contratos, encargada de la tramitación de expedientes de clasificación de contratistas, la llevanza del Registro Oficial de Licitadores y empresas clasificadas del Estado, la llevanza del Registro de Contratos del Sector Público y el apoyo a la Junta Consultiva de Contratación Pública del Estado en el ejercicio de las competencias que le incumben en relación con el Comité Superior de Precios de Contratos del Estado.
- La Subdirección General de Empresas y Participaciones Estatales, que gestiona, tramita e informa sobre los asuntos relacionados con las acciones y participaciones representativas del capital del Estado en empresas mercantiles y la actividad comercial e industrial del sector público.
- La Subdirección General de Coordinación de la Contratación Electrónica, que asume la coordinación de la implantación de la contratación electrónica, promoviendo la interoperabilidad de las aplicaciones, en colaboración con la Comisión de Estrategia TIC, y la gestión, evolución y desarrollo de la Plataforma de Contratación del Sector Público (PLACSP), así como la definición, gestión y explotación de los datos en materia de contratación pública.
- La Subdirección General de Gobernanza y Coordinación de la Contratación Pública, a la que corresponde la coordinación general de las funciones sobre contratación pública de competencia de la DGPE, ejercidas por la JCCPE, el RCSP y la PLACSP. Así mismo, ejerce las funciones de seguimiento y análisis jurídico de las disposiciones normativas de las comunidades autónomas en materia de contratación pública; y de ser el punto de referencia para la cooperación con las Marco institucional de la Unión Europea y las de otras organizaciones internacionales; la elaboración de los informes en materia de contratación pública a remitir a la Unión Europea en virtud de las Directivas sobre contratación pública; el análisis permanente de la información estadística sobre contratación pública de los distintos sectores públicos; la prestación de asistencia recíproca en materia de contratación pública al resto de Estados miembros de la Unión Europea para garantizar el intercambio de información; y el cumplimiento del resto de obligaciones en materia de Gobernanza establecidas en las Directivas de contratación pública, sin perjuicio de las funciones que pudieran corresponder a la Oficina Independiente de Regulación y Supervisión de la Contratación en virtud de los apartados 9 y 13 del artículo 332 de la Ley de Contratos del Sector Público.
- La Secretaría General, que se encarga de la gestión económica y de los medios personales, materiales y presupuestarios a ella asignados, así como la realización de estudios sobre las funciones y actividades por ella desarrolladas.

### Organismos adscritos
- La Comisión de Coordinación Financiera de Actuaciones Inmobiliarias y Patrimoniales.
- La Junta Consultiva de Contratación Pública del Estado.
  - El Comité de Cooperación en materia de contratación pública.

Asimismo, el Ministerio de Hacienda es el único accionista de la Sociedad Mercantil Estatal de Gestión Inmobiliaria de Patrimonio, M.P.S.A., (SEGIPSA), a través de esta Dirección General.

## Grupo Patrimonio
Una de las funciones de la Dirección General del Patrimonio del Estado es la gestión de algunas participaciones estatales en empresas, tanto públicas como privadas. Actuando de forma similar a la Sociedad Estatal de Participaciones Industriales (SEPI), la DGPE posee el «Grupo Patrimonio», a través del cual participa en dos docenas de empresas. Entre las empresas que forman este grupo, están Loterías y Apuestas del Estado, Paradores de Turismo o Cesce.
A fecha de 31 de diciembre de 2024, el conjunto de empresas del Grupo Patrimonio tuvieron unos ingresos de 11 602 millones de euros, un beneficio neto de 2573 millones y daba empleo directo a unas 7533 personas.

## Inventario General de Bienes y Derechos del Estado
El Inventario General de Bienes y Derechos del Estado (IGBDE) es un instrumento de la Administración General del Estado, gestionado por la Dirección General del Patrimonio del Estado con la asistencia de las unidades con competencia en materia de gestión patrimonial de los departamentos ministeriales y organismos públicos vinculados a dicha administración, que recopila la totalidad de los bienes y derechos que integran el Patrimonio del Estado, con excepción de aquellos que hayan sido adquiridos por los organismos públicos con el propósito de devolverlos al tráfico jurídico patrimonial de acuerdo con sus fines peculiares o para cumplir con los requisitos sobre provisiones técnicas obligatorias, y de aquellos otros bienes y derechos cuyo inventario e identificación corresponda a los departamentos ministeriales u organismos públicos.

## Lista de directores generales
Lista desde 1848. No se incluyen personas que pudieran haber ostentado el cargo de forma interina.
| Titular                                                       | Mandato   |
| ------------------------------------------------------------- | --------- |
| Felipe Canga-Argüelles y Ventades (1)                         | 1848-1851 |
| Refundido en la Dirección General de Contribuciones Directas. |           |
| Buenaventura Carlos Aribau (2)                                | 1853-1854 |
| Suprimida entre 1854 y 1855.                                  |           |
| Pedro Jontoya (3)                                             | 1854-1855 |
| Manuel de Azpilcueta (3)                                      | 1855-1856 |
| Emilio Sancho (3)                                             | 1856      |
| Luis de Estrada (3)(4)                                        | 1856-1862 |
| Joaquín Escario Molina (4)                                    | 1862-1863 |
| Joaquín Álvarez Quiñones (4)                                  | 1863-1864 |
| José Ossorno y Peralta (4)                                    | 1864      |
| Joaquín Álvarez Quiñones (4)                                  | 1864-1865 |
| José Magaz y Jaime (4)                                        | 1865      |
| Joaquín Álvarez Quiñones (4)                                  | 1865      |
| Juan González Alonso (4)                                      | 1865-1866 |
| Juan de la Concha Castañeda (4)                               | 1866-1868 |
| Estanislao Suárez Inclán (4)                                  | 1868-1870 |
| Venancio González y Fernández (4)                             | 1870-1871 |
| Tomás Rodríguez Pinilla (4)                                   | 1871      |
| Dámaso Acha y Cerrajería (4)                                  | 1871-1872 |
| Tomás Capdepón (4)                                            | 1872      |
| Tomás Rodríguez Pinilla (4)                                   | 1872-1873 |
| Juan Pico Domínguez (4)                                       | 1873-1874 |
| Alejandro González Olivares (4)                               | 1874      |
| Joaquín Saavedra y Balgama (4)                                | 1874      |
| Julián Zugasti y Sáenz (4)                                    | 1874-1875 |
| Vicente Sainz de Llera (4)                                    | 1875      |
| Cayetano Bonafós (4)                                          | 1875      |
| Antonio de Mena y Zorrilla (4)                                | 1875-1876 |
| Carlos Grotta (4)                                             | 1876      |
| Juan de la Concha y Castañeda (4)                             | 1876-1878 |
| Carlos Grotta (4)                                             | 1878-1880 |
| Francisco Martínez Corbalán (4)                               | 1880      |
| Manuel Vázquez de Parga y Somoza (4)                          | 1880-1881 |
| Manuel Núñez de Haro (4)                                      | 1881-1882 |
| Federico Pons y Montells (4)                                  | 1882-1883 |
| Tiburcio María Tomé (4)                                       | 1883-1884 |
| Mariano Zacarías Cazurro (4)                                  | 1884-1885 |
| Manuel Díaz Valdés (4)                                        | 1885-1887 |
| Demetrio Alonso Castrillo (4)                                 | 1887-1890 |
| Miguel López de Carrizosa y de Giles (4)                      | 1890-1892 |
| Arcadio Roda Rivas (4)                                        | 1892      |
| Suprimida. Funciones asumidas por la Subsecretaría.           |           |
| Gumersindo Díaz Cordovés y Gómez (4)                          | 1895-1896 |
| Julián Esteban Infantes (4)                                   | 1896-1897 |
| Federico Requejo Avedillo (4)                                 | 1897-1899 |

| Titular                                     | Mandato    |
| ------------------------------------------- | ---------- |
| Carlos Castel y Clemente (4)                | 1899       |
| Valentín Cenón del Alisal y López (4)       | 1899-1901  |
| José de Villalobos y Oxtoby (4)             | 1901-1903  |
| Suprimida entre 1903 y 1911.                |            |
| Carlos Vergara Cailleaux (5)                | 1911       |
| Heliodoro Suárez Inclán (5)                 | 1911-1913  |
| Joaquín Chapaprieta (5)                     | 1913       |
| Luis Armiñán Pérez (5)                      | 1913       |
| Francisco Manzano Alfaro (5)                | 1913       |
| Nicolás Vázquez de Parga (5)                | 1913-1914† |
| Manuel de Argüelles (5)                     | 1915       |
| Pedro Seoane y Varela (5)                   | 1915       |
| Segundo Rodríguez del Valle (5)             | 1915-1921  |
| José de Lara y Mesa (5)(6)                  | 1921-1931  |
| Alfredo de Zavala y Lafora (6)              | 1931       |
| Jerónimo Bugeda (6)                         | 1931-1933  |
| Baldomero de Campo-Redondo y Fernández (6)  | 1933-1934  |
| Francisco Martínez-Orozco y Martínez (6)(4) | 1934-1935  |
| Pedro Gárate y Pera (6)                     | 1935-1936  |
| Fernando Azpeitia Escolá (6)                | 1936       |
| Gregorio Marañón Torre (6)                  | 1936       |
| José Aliseda Olivares (6)                   | 1935-1939  |
| Justo González Tarrio (6)                   | 1940-1957  |
| Ramón de Orbe y Gómez-Bustamante (7)        | 1957-1960  |
| Juan Sánchez-Cortés y Dávila (7)            | 1960-1961  |
| Cruz Martínez Esteruelas (7)                | 1962-1965  |
| Manuel Román Egea (7)                       | 1965-1967  |
| Vicente Díez del Corral Sánchez (7)         | 1967-1969  |
| Víctor Mendoza Oliván (7)                   | 1969-1974  |
| José María Concejo Álvarez (7)              | 1974-1976  |
| Ignacio Moreno Gil (7)                      | 1976-1977  |
| Arturo Romaní Biesca (7)                    | 1977-1980  |
| Luis Ducasse Gutiérrez (7)                  | 1980-1982  |
| Francisco Javier Moral Medina (7)           | 1982-1985  |
| Prudencio García Gómez (7)                  | 1985-1988  |
| Francisco Zambrano Chico (7)                | 1988-1989  |
| Luis Alcaide de la Rosa (7)                 | 1989-1992  |
| Juan Antonio Vázquez de Parga y Pardo (7)   | 1992-1996  |
| Pablo Isla Álvarez de Tejera (7)            | 1996-1998  |
| Pablo Olivera Massó (7)                     | 1999-2001  |
| Marina Serrano González (7)                 | 2001-2004  |
| María de las Mercedes Díez Sánchez (7)      | 2004-2012  |
| Carlos San Basilio Pardo (7)                | 2012       |
| Juan Antonio Martínez Menéndez (7)          | 2012-2018  |
| Juan Tejedor Carnero (7)                    | 2018-pres. |

(1) Fincas del Estado
(2) Casas de Monedas, Minas y Fincas del Estado
(3) Venta de Bienes Nacionales
(4) Propiedades y Derechos del Estado
(5) Propiedades e Impuestos
(6) Propiedades y Contribución Territorial
(7) Patrimonio del Estado